# Szmagi Bolkwadze
Szmagi Bolkwadze (gruz. შმაგი ბოლქვაძე;26 lipca 1994.) – gruzinśki zapaśnik walczący w stylu klasycznym. Brązowy medalista olimpijski z Rio de Janeiro 2016  w kategorii 66 kg.
Zajął siódme miejsce na mistrzostwach świata w 2015. Złoty medalista mistrzostw Europy w 2021; srebrny w 2018 i  2022; brązowy w 2016.  Wicemistrz igrzysk europejskich w 2019. Mistrz świata U-23 w 2017 i juniorów w 2014 roku.